# Nederlands Ereveld Frankfurt am Main

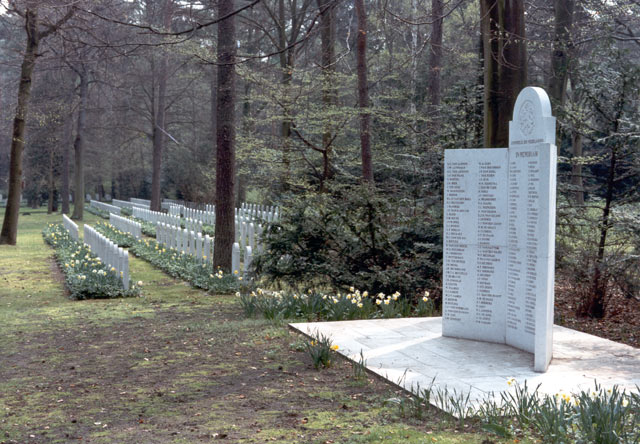
Nederlands Ereveld Frankfurt am Main

Het Nederlands Ereveld Frankfurt am Main is een erebegraafplaats die deel uitmaakt van het Waldfriedhof aan de Burgenlandweg in Frankfurt-Oberrad in Duitsland, niet ver van Frankfurt.
Het ereveld telt 756 graven van Nederlandse soldaten en oorlogsslachtoffers die omkwamen in de omgeving van Frankfurt. Veel van de slachtoffers die begraven liggen op deze begraafplaats zijn omgekomen ten gevolge van de Arbeitseinsatz of zijn omgekomen in de concentratiekampen: Dachau, Flossenbürg of Natzweiler.
Op het Nederlands ereveld staan diverse monumenten:
- een stenen drieluik met de namen van 242 slachtoffers die hier niet konden worden begraven.
- een lindeboom die is gegroeid uit een spruit van de historische lindeboom in Dillenburg, waaronder prins Willem van Oranje op 14 april 1568 de Nederlandse gezanten ontving. Op de lindeboom is een plaquette geplaatst.
- een monument van De Vallende man. Dit monument staat op meerdere Nederlandse erevelden. Het monument herdenkt de mensen die zich tijdens de oorlog hebben ingezet voor de bevrijding van Nederland en hierbij zijn omgekomen.

Op het Waldfriedhof zijn ook Duitse oorlogsgraven van de Eerste en Tweede Wereldoorlog.